# Chase XCG-20
Chase XCG-20, còn gọi là XG-20 và định danh công ty MS-8 Avitruc, là một loại tàu lượn chiến đấu cỡ lớn, được phát triển ngay sau Chiến tranh thế giới II bởi công ty Chase Aircraft Company cho không quân Hoa Kỳ, đây cũng là tàu lượn lớn nhất từng được chế tạo ở Hoa Kỳ. XG-20 không được đưa vào sản xuất do những thay đổi của không quân, nhưng với bản sửa đổi thành máy bay vận tải hai động cơ Fairchild C-123 Provider, nó được chấp nhận trang bị và được sử dụng rộng rãi trong Chiến tranh Việt Nam.

## Tính năng kỹ chiến thuật
Dữ liệu lấy từ "C-123 Provider in action"
Đặc tính tổng quát
- Kíp lái: 3
- Chiều dài: 77 ft 1 in (23,50 m)
- Sải cánh: 110 ft 0 in (33,53 m)
- Chiều cao: 33 ft 10 in (10,31 m)
- Diện tích cánh: 1.222,78 foot vuông (113,600 m2)
- Kết cấu dạng cánh: NACA 23017[3]
- Trọng lượng cất cánh tối đa: 70.000 lb (31.751 kg)